# Maliattha amorpha
Maliattha amorpha är en fjärilsart som beskrevs av Butler 1886. Maliattha amorpha ingår i släktet Maliattha och familjen nattflyn. Inga underarter finns listade i Catalogue of Life.